# San Marino ai Giochi della XXXIII Olimpiade
San Marino ha partecipato ai Giochi della XXXIII Olimpiade, che si sono svolti a Parigi dal 26 luglio all'11 agosto 2024, con cinque atleti, due uomini e tre donne.
I portabandiera alla cerimonia di apertura sono stati Alessandra Gasparelli e Loris Bianchi.

## Delegazione
| Sport            | Uomini | Donne | Totale |
| ---------------- | ------ | ----- | ------ |
| Atletica leggera | 0      | 1     | 1      |
| Lotta            | 1      | 0     | 1      |
| Nuoto            | 1      | 0     | 1      |
| Tiro             | 0      | 1     | 1      |
| Tiro con l'arco  | 0      | 1     | 1      |
| Totale           | 2      | 3     | 5      |

## Risultati

### Atletica leggera
| Q | Qualificato al turno successivo per la posizione in qualificazione                                                           |
| q | Qualificato per il turno successivo per ripescaggio o, negli eventi su campo, conquistando la misura minima per qualificarsi |

Femminile
Eventi su pista e strada
| Atleta                | Evento      | Qualificazioni | Qualificazioni | Batteria  | Batteria  | Semifinale      | Semifinale      | Finale          | Finale          |
| Atleta                | Evento      | Risultato      | Posizione      | Risultato | Posizione | Risultato       | Posizione       | Risultato       | Posizione       |
| --------------------- | ----------- | -------------- | -------------- | --------- | --------- | --------------- | --------------- | --------------- | --------------- |
| Alessandra Gasparelli | 100 m piani | 11"62          | 4ª Q           | 11"54     | 7ª        | non qualificata | non qualificata | non qualificata | non qualificata |

### Lotta
Myles Amine si è qualificato alle Olimpiadi approdando alle semifinali dei Campionati mondiali di lotta 2023.
| Atleta      | Evento          | Ottavi                     | Quarti                           | Semifinali               | Ripescaggio          | Finale / FB                | Pos. |
| Atleta      | Evento          | Avversario Risultato       | Avversario Risultato             | Avversario Risultato     | Avversario Risultato | Avversario Risultato       | Pos. |
| ----------- | --------------- | -------------------------- | -------------------------------- | ------------------------ | -------------------- | -------------------------- | ---- |
| Myles Amine | -86 kg maschile | V. Mychajlov (UKR) V (7-4) | O. Nurməhəmmədov (AZE) V (16-14) | H. Yazdani (IRI) P (1-7) | Bye                  | D. Kurugliev (GRE) P (4-5) | 5º   |

### Nuoto
| Atleta        | Evento             | Batteria  | Batteria  | Semifinale      | Semifinale      | Finale          | Finale          |
| Atleta        | Evento             | Risultato | Posizione | Risultato       | Posizione       | Risultato       | Posizione       |
| ------------- | ------------------ | --------- | --------- | --------------- | --------------- | --------------- | --------------- |
| Loris Bianchi | 400 m stile libero | 4'01"13   | 32º       | non qualificato | non qualificato | non qualificato | non qualificato |

### Tiro a segno/volo
Alessandra Perilli si è garantita le qualificazioni olimpiche in base ai risultati nel ranking mondiale.
| Atleta             | Evento         | Qualificazione | Qualificazione | Finale          | Finale          |
| Atleta             | Evento         | Punteggio      | Classifica     | Punteggio       | Classifica      |
| ------------------ | -------------- | -------------- | -------------- | --------------- | --------------- |
| Alessandra Perilli | Trap femminile | 116            | 15ª            | non qualificata | non qualificata |

### Tiro con l'arco
Femminile
| Atleta           | Evento      | Round di qualificazione | Round di qualificazione | 32-esimi                  | 16-esimi                  | Ottavi                    | Quarti                    | Semifinali                | Finale/ Finale per il bronzo | Pos.            |
| Atleta           | Evento      | Punteggio               | Seed                    | Avversario Seed Punteggio | Avversario Seed Punteggio | Avversario Seed Punteggio | Avversario Seed Punteggio | Avversario Seed Punteggio | Avversario Seed Punteggio    | Pos.            |
| ---------------- | ----------- | ----------------------- | ----------------------- | ------------------------- | ------------------------- | ------------------------- | ------------------------- | ------------------------- | ---------------------------- | --------------- |
| Giorgia Cesarini | Individuale | 625                     | 58ª                     | M. Kroppen (GER) P (3-7)  | non qualificata           | non qualificata           | non qualificata           | non qualificata           | non qualificata              | non qualificata |